# Procamallanus laeviconchus
Procamallanus laeviconchus är en rundmaskart som först beskrevs av Wedl 1862.  Procamallanus laeviconchus ingår i släktet Procamallanus och familjen Camallanidae. Inga underarter finns listade i Catalogue of Life.